# Alpena County
Alpena County er et county i den amerikanske delstat Michigan. Det ligger nordøst på den sydlige halvø ved Lake Huron og grænser op til Presque Isle County i nord, Alcona County i syd og Montmorency County i vest.
Alpena Countys totale areal er 4.390 km² hvoraf 2.903 km² er vand. I 2000 havde Alpena County 31.314 indbyggere. Det administrative centrum er i byen Alpena. 
Alpena County blev grundlagt i 1840 ved udskillelse fra Mackinac County og hed frem til 1843 Anamickee County. Det nuværende navn er skabt af etnologen Henry Rowe Schoolcraft.

## Demografi
Ved folketællingen fra 2000 boede der 31.314 personer i Alpena County. Der var 12.818 husstande med 8.690 familier. Befolkningstætheden var 21 personer pr. km². Befolkningens etniske sammensætning var  98,21% hvide, 0,25% afroamerikanere.
Der var 12.818 husstande, hvoraf 29,40% havde børn under 18 år boende. 55,30% var ægtepar, som boede sammen, 9,00% havde en enlig kvindelig forsøger som beboer, og 32,20% var ikke-familier. 27,80% af alle husstande bestod af enlige, og i 13,30% af tilfældene boede der en person, som var 65 år eller ældre.
Gennemsnitsindkomsten for en husstand var $34.177 årligt, mens gennemsnitsindkomsten for en familie var på $42.366 årligt.